# Joseph Zeller
Joseph Zeller (* 19. März 1878 in Ellwangen (Jagst); † 13. August 1929 in Stuttgart) war ein deutscher katholischer Pfarrer und Kirchen- und Landeshistoriker.

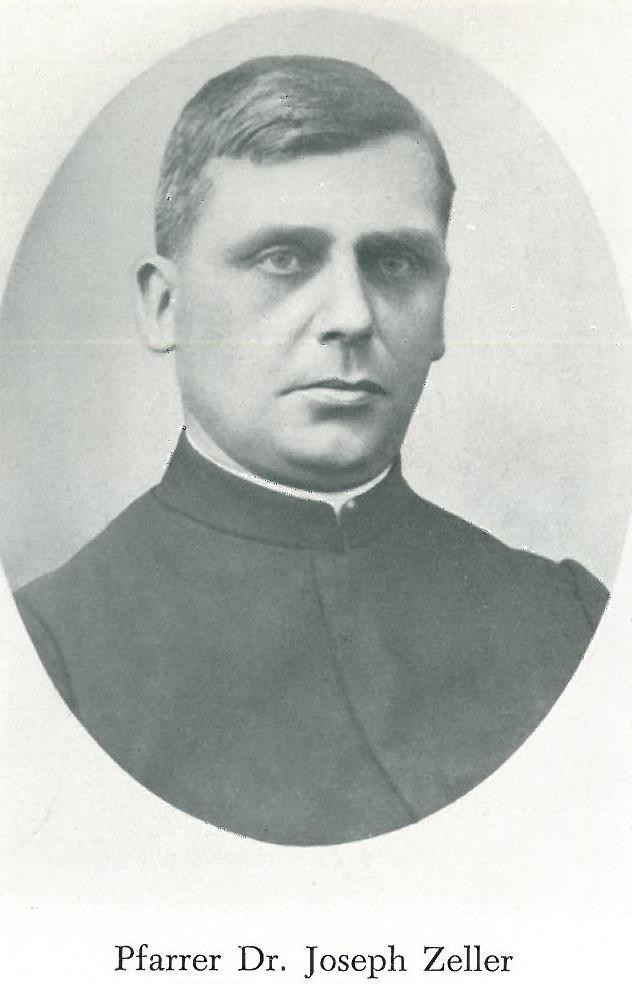
Pfarrer und Kirchenhistoriker Dr. Joseph Zeller, ca. 1910/1920

## Leben
Zeller war der Sohn des Ziegeleibesitzers Anton Zeller (1841–1909) und dessen Ehefrau Franziska Zeller (1852–1895) in Ellwangen an der Jagst. Zeller hatte aus der ersten Ehe seines Vaters vier Halbgeschwister, darunter Anton Zeller, Pfarrer und Constantin Zeller, Bildhauer. Aus der zweiten Ehe seines Vaters hatte Zeller neun Geschwister.
Zeller besuchte das Gymnasium in Ellwangen und danach das Konvikt in Rottweil. 1898 nahm er an der Eberhard Karls Universität Tübingen das Studium der Philosophie, Philologie und Theologie auf. Er löste 1900 eine Preisaufgabe der Philosophischen Fakultät der Universität Tübingen über Probleme der römischen Geschichte in Deutschland. Im März 1901 wurde Zeller zum Dr. phil. promoviert. Am 22. Juli 1902 wurde er in Rottenburg zum Priester geweiht. Seine ersten Positionen waren keine dauerhaften und wechselten in kurzer Folge. Überwiegend handelte es sich um Stellvertreterstellungen. So vertrat Zeller die Vikarstelle in Wiblingen (27. August 1902) und in Gögglingen (8. Januar 1903), um kurz darauf (am 3. März 1903) Präfekt am Bischöflichen Studienheim in Rottenburg zu werden. Schnelle Wechsel folgten auch hier. Am 9. Dezember 1903 war Zeller Verweser der Präzeptoratskaplanei in Neckarsulm, am 7. Mai 1904 Vikar in Kottspiel, am 22. Juni 1904 Vikar in Mühlheim, und am 15. Oktober 1904 Repetent für Kirchengeschichte am Wilhelmsstift in Tübingen. Von 1907 bis Frühjahr 1909 war er krankheitsbedingt beurlaubt. Am 11. Oktober übernahm Zeller seine erste eigene Pfarrei in Ringingen, welche er zehn Jahre innehatte. Am 21. Dezember 1919 ließ er sich auf die Pfarrei Hausen ob Urspring versetzen, welche er bis zu seinem Tode im Marienhospital Stuttgart versah. Noch am 8. August 1927 ließ er sich von seinem Amt für den Abschluss einer wissenschaftlichen Arbeit beurlauben.

## Zeller als Landeshistoriker
In Tübingen war Zeller war Schüler des Kirchenhistorikers Franz Xaver von Funk, welcher historische Forschung und „kirchliche Gesinnung“ miteinander verband. Während seines Theologiestudiums scheint sich Zeller insbesondere für Geschichte interessiert zu haben, wie die erfolgreiche Lösung einer Preisaufgabe zur spätrömischen Geschichte verdeutlicht. Sein frühestes Arbeitsgebiet war auch die spätrömische Kirchengeschichte. Seit seiner Zeit im Rottenburger Priesterseminar 1901/1902 verlegte er sich aber auf das deutsche Hoch- und Spätmittelalter und die frühe Neuzeit.
Zellers Arbeitsschwerpunkte lassen sich in mehrere Gruppen einteilen:
a) größten Umfang nahm die mittelalterliche Kirchen-, Kloster- und Ordensgeschichte ein: hier interessierte er sich besonders für die Geschichte des Benediktinerordens und einzelner Benediktinerabteien wie diejenige seiner Heimatstadt Ellwangen, Kloster Zwiefalten, Kloster Urspring, Kloster Blaubeuren; er arbeitete außerdem über die Klöster Hofen, Edelstetten und die Benediktinerabtei Deggingen im Ries.
b) beachtliches Interesse zeigte Zeller für die schwäbische Heimat- und Ortsgeschichte: hier galt seine erste Aufmerksamkeit Ellwangen. Zeller beschäftigte sich an allen seinen längeren Aufenthaltsorten mit deren Geschichte: so publizierte er über Rottenburg am Neckar und seine späteren vieljährigen Pfarrdienststellen Ringingen und Hausen o.U. veranlassten ihn zu zahlreichen Beiträgen über Klöster und einzelne Orte des heutigen Alb-Donau-Kreises und der Stadt Ulm. So hielt er Vorträge und schrieb über Ringingen, den Weiler Steinenfeld bei Ringingen, Bach, Blaubeuren, Hausen o.U., Kloster Urspring, Ulm a. D. u. a.
c) Zeller verfasste außerdem einzelne Studien, welche eher Zufallsprodukte gewesen sein dürften und nicht seinem generellen Interesse entsprachen, wie z. B. über ein mittelalterliches Erdbeben oder über das Alter Dinkelsbühls etc.
Sein Hauptwerk wurde die Quellenedition mit Darstellung über Die Umwandlung des Benediktinerklosters Ellwangen in ein weltliches Chorherrenstift 1460 und die kirchliche Verfassung des Stifts, welches 1910 als Band 10 in die Quellenserie Württembergische Geschichtsquellen der Württembergischen Kommission für Landesgeschichte aufgenommen wurde.
Weitere größere Arbeiten Zellers sind die Darstellung des Benediktinerklosters Kloster Zwiefalten für die Neubearbeitung der Beschreibung des Oberamts Münsingen (2. Ausgabe 1912) auf knapp 90 Druckseiten; zur 450-Jahr-Feier der Universität Tübingen im Jahre 1927 verfasste Zeller eine mehr als 80-seitige Geschichte der Errichtung der katholisch-theologischen Fakultät in Tübingen im Jahr 1817. Schließlich ist noch zu erwähnen die 160-seitige Darstellung: Das Generalvikariat Ellwangen 1812–1817 und sein erster Rat Dr. Joseph von Mets.
Zellers für die Zukunft geplante Arbeiten, welche er wegen seines frühen Todes nicht mehr abschließen konnte, können anhand der Exzerpte in seinem Nachlass erschlossen werden: demnach plante er unter anderem Ortsgeschichten von Schelklingen, Hausen o.U. und eine geschichtliche Darstellung der ehemals ansässigen Adelsfamilien im heutigen Alb-Donau-Kreis und Landkreis Reutlingen.

## Nachlass
Zellers wissenschaftlicher Nachlass im Hauptstaatsarchiv Stuttgart (Bestand J 40/5) enthält in einer Vielzahl von Büscheln vorwiegend Exzerpte zu den von ihm in seinen Publikationen behandelten und zukünftig geplanten Themen vorwiegend in Stenographie.

## Ehrungen
Zeller wurde am 24. April 1913 außerordentliches Mitglied der Württembergischen Kommission für Landesgeschichte bis zum 3. Dezember 1926. Am 3. Dezember 1926 wurde er zum ordentlichen Mitglied ernannt und blieb dies bis zu seinem Tod am 13. August 1929.
1926 wurde Zeller Ehrenmitglied des Geschichts- und Altertumsvereins Ellwangen.
1927 verlieh ihm die Katholisch-Theologische Fakultät der Universität Tübingen die theologische Ehrendoktorwürde Dr. theol. h. c.
Die Gemeinde Hausen o.U. benannte einen Teil der Ringstraße, welcher an Dorfkirche und Pfarrhaus vorbeiführt, in Zellerstraße um.

## Schriften (Auswahl)
- Die Zeit der Verlegung der praefectura Galliarum von Trier nach Arles. In: Westdeutsche Zeitschrift für Geschichte und Kunst 23, 1904, 91–102.
- Das concilium der Septem provinciae in Arelate. In: Westdeutsche Zeitschrift für Geschichte und Kunst 24, 1905, 1–19.
- Concilia provincialia in Gallien in der späteren Kaiserzeit. In: Westdeutsche Zeitschrift für Geschichte und Kunst 25, 1906, 258–273.
- Sumelocenna, Sülchen, Rottenburg am Neckar. In: Reutlinger Geschichtsblätter 17, 1906, 53–63, 65–81.
- Paulus Speratus von Rötlen, seine Herkunft, sein Studiengang und seine Tätigkeit bis 1522. Mit einem ungedruckten Brief des Speratus aus dem Jahr 1514 und seinem Bildnis. In: Württembergische Vierteljahreshefte für Landesgeschichte NF 16, 1907, 327–358. Auch als Sonderdruck erschienen.
- Aus dem ersten Jahrhundert der gefürsteten Propstei Ellwangen 1460–1560: I. Albrecht von Rechberg von Hohenrechberg, Fürstpropst von Ellwangen 1461–1502. II. Die Stiftspredigerstelle und ihre Inhaber bis 1560. In: Württembergische Vierteljahreshefte für Landesgeschichte NF 17, 1908, 159–200, 277–300.
- Zur Loretofrage. In: Theologische Quartalschrift 90, 1908, 531–579
- Andreas Althammer als Altertumsforscher. Mit einem Nachtrag über Andreas Rüttel. In: Württembergische Vierteljahreshefte für Landesgeschichte NF 19, 1910, 428–446.
- Die Umwandlung des Benediktinerklosters Ellwangen in ein weltliches Chorherrenstift 1460 und die kirchliche Verfassung des Stifts. Texte und Darstellung (= Württembergische Geschichtsquellen, hrsg. von der Württembergischen Kommission für Landesgeschichte, Bd. X). W. Kohlhammer, Stuttgart 1910.
- Geschichte des Klosters Zwiefalten. In: Beschreibung des Oberamts Münsingen, hrsg. vom Statistischen Landesamt Stuttgart, Stuttgart: W. Kohlhammer 1912, 803–889. Auch als Sonderdruck erschienen.
- Das Erdbeben vom 3. Januar 1117. Ein Beitrag zur archäologischen Erforschung Rottenburgs. In: Württembergische Vierteljahreshefte für Landesgeschichte NF 22, 1913, 255–271.
- Zur ältesten Geschichte des Frauenklosters Hofen (Buchhorn). In: Württembergische Vierteljahreshefte für Landesgeschichte NF 22, 1913, 51–75.
- Stift Edelstetten. Beiträge zu seiner Geschichte und Verfassung im Mittelalter. In: Archiv für die Geschichte des Hochstifts Augsburg 4, 1913, 369–432.
- Beiträge zur älteren Geschichte der Benediktinerabtei Deggingen im Ries. In: Archiv für die Geschichte des Hochstifts Augsburg 4, 1913, 433–450.
- Neues über Paulus Speratus. In: Württembergische Vierteljahreshefte für Landesgeschichte NF 23, 1914, 97–119.
- Das Prämonstratenserkloster Adelberg, das letzte schwäbische Doppelkloster 1178 (1188) bis 1476. Ein Beitrag zur Geschichte der Doppelklöster, besonders im Prämonstratenserorden. In: Württembergische Vierteljahreshefte für Landesgeschichte NF 25, 1916, 107–162.
- Beiträge zur Geschichte der Melker Reform im Bistum Augsburg. In: Archiv für die Geschichte des Hochstifts Augsburg 5, 1916, 165–182.
- Das Augsburger Burggrafenamt und seine Inhaber von ihrem ersten Auftreten bis zum Untergang des alten Reiches. In: Archiv für die Geschichte des Hochstifts Augsburg 5, 1917, 321–410.
- Das Provinzialkapitel im Stift Petershausen im Jahr 1417. Ein Beitrag zur Geschichte der Reformen im Benediktinerorden zur Zeit des Konstanzer Konzils. In: Studien und Mitteilungen zur Geschichte des Benediktinerordens und seiner Zweige 41, NF 10, 1921/22, 1–73.
- Zur Geschichte der Ellwanger Stiftskirche und ihrer Umgebung. In: Ellwanger Jahrbuch 9, 1924/25, 54–70.
- Zur Geschichte des Ellwanger Schlosses. In: Ellwanger Jahrbuch 9, 1924/25, 71–85.
- Drei Provinzialkapitel OSB in der Kirchenprovinz Mainz aus den Tagen des Papstes Honorius II. Mit einem Nachtrag über die Anfänge der Benediktinerkapitel in Deutschland. Zugleich ein Beitrag zur Geschichte des Klosters Hirsau im 13. Jahrhundert. In: Studien und Mitteilungen zur Geschichte des Benediktinerordens und seiner Zweige 43, NF 12, 1925, 73–97.
- Die ältesten Totenbücher des Benediktinerinnenklosters Urspring bei Schelklingen. Als Beitrag zur 800. Wiederkehr der Klosterstiftung 1127–1927, zum ersten Mal herausgegeben und erläutert. In: Württembergische Vierteljahreshefte für Landesgeschichte NF 32, 1925/26, 117–187.
- Die Errichtung der katholisch-theologischen Fakultät in Tübingen im Jahr 1817. Beiträge zur Geschichte der Universität, besonders der katholisch-theologischen Fakultät in Tübingen. In: Theologische Quartalschrift 108, 1927, 77–158.
- Das Generalvikariat Ellwangen 1812–1817 und sein erster Rat Dr. Joseph von Mets. Nebst erstmaliger Herausgabe der Autobiographie des Geistlichen Rats Dr. J. von Mets. Ein Beitrag zur Vorgeschichte der Diözese Rottenburg. Tübingen: H. Laupp jr. 1928. Erweiterter Sonderdruck aus Theologische Quartalschrift 109, 1928, 1–160.
- Die Verlegung der kirchlichen Institute von Ellwangen nach Tübingen und Rottenburg im Jahr 1817. In: Ellwanger Jahrbuch 10, 1926/28, 31–58.